# 1905 (numero)
Millenovecentocinque (1905) è il numero naturale dopo il 1904 e prima del 1906.

## Proprietà matematiche
- È un numero dispari.
- È un numero composto da 8 divisori: 1, 3, 5, 15, 127, 381, 635, 1905. Poiché la somma dei suoi divisori (escluso il numero stesso) è 1167 < 1905, è un numero difettivo.
- È un numero sfenico.
- È esprimibile come somma di una serie di quadrati consecutivi: 1905 = 92 + 102 + 112 + 122 + 132 + 142 + 152 + 162 + 172 + 182.
- È un numero nontotiente in quanto dispari e diverso da 1.
- È un numero di Harshad nel sistema numerico decimale, cioè è divisibile per la somma delle sue cifre.
- È un numero odioso.
- È un numero intero privo di quadrati.
- È parte delle terne pitagoriche (1016, 1905, 2159), (1143, 1524, 1905), (1905, 2540, 3175), (1905, 4572, 4953), (1905, 7952, 8177), (1905, 14224, 14351), (1905, 24156, 24231), (1905, 40300, 40345), (1905, 72568, 72593), (1905, 120960, 120975), (1905, 201608, 201617), (1905, 362900, 362905), (1905, 604836, 604839), (1905, 1814512, 1814513).

## Astronomia
- 1905 Ambartsumian è un asteroide della fascia principale del sistema solare.

## Astronautica
- Cosmos 1905 è un satellite artificiale russo.